# Гипертимия
Гипертими́я (от др.-греч. ὑπέρ — сверх + θυμός — настроение) — стойкое приподнятое настроение. Сопровождается повышенной профессиональной и личной активностью, повышенной социализацией. Может характеризовать появление личностных акцентуаций или конституциональных аномалий.
Некоторые исследователи (например, английский философ Д. Пирс) считают гипертимию более целесообразным состоянием человека, чем обычное.

## Клиническая картина
Для гипертимии характерно повышение общего тонуса организма, жизнерадостность, чувство благополучия, чрезмерный, обычно несоизмеримый с реальным положением оптимизм. Наблюдается нездоровое повышение самооценки с хвастливым преувеличением собственных достоинств, убеждённость в своей неординарности, непогрешимости, идеи превосходства. При таком «существовании с высокомерием» любое возражение или противодействие воспринимается как досадная помеха; ответной реакцией становится «гипертрофированный дух противоречия» с придирчивостью, раздражительностью, гневливостью. Чаще эти признаки достаточно изменчивы, но могут определять клиническую картину, близкую к «раздражительной», «брюзжащей» гипомании.